# Álvaro II del Congo
Álvaro II (1565 - 1614) fue rey del Congo entre el 6 de marzo de 1587 y el 9 de agosto de 1614. Fue el segundo rey de la dinastía de Coulo. Ascendió al trono luego de la muerte de su padre, Álvaro I. Su reinado se caracterizó por sus intentos de fortalecer la diplomacia, tanto interna como externa. En temas internos, estrecho alianzas políticas y en temas externos, buscó acercarse más a la Santa Sede para no depender tanto del Reino de Portugal. Designó como heredero a su hijo, sin embargo, a su muerte, su hermano Bernardo II ascendió al trono de forma ilegítima.

## Biografía
Nacido en 1565, en São Salvador de Congo, capital del Reino de Congo. Era hijo de Álvaro I, rey del Congo entre 1567 y 1587. Después de su muerte, asumió el trono.
Ascendió al trono en marzo de 1567. Desde su entronamiento, se enfrentó a los reclamos de un medio hermano que lo acusaba de ser hijo ilegítimo del rey. Durante julio, Álvaro no salió de su palacio porque su rival, que ejercía las funciones de gobernador provincial, contaba con el apoyo de una de sus hermanastras. El 1 de agosto, las fuerzas de su rival atacaron la capital. Álvaro II salió victorioso, y aseguró el poder.
En su reinado trató de no depender religiosamente del Reino de Portugal, enviando al diplomático congoleño Antônio Emanuel Nsaku Ne Vunda a Roma en 1609 para una audiencia con el Papa Pablo IV, con el fin de reconocer el Congo como parte de la comunidad cristiana. Esta fue la primera visita de un diplomático subsahariano a la Santa Sede. Su intención era crear un clero congoleño y un obispado en Sao Salvador, pero el enviado falleció al poco tiempo de llegar. El rey fue nombrado caballero de la Orden de Cristo el 10 de marzo de 1609.
En política interna, Álvaro II también trató de estrechar alianzas políticas y nobiliarias para garantizar su poder en el trono y el de su familia. En 1591 nombró "Conde" al gobernante D. Miguel de Soyo e hizo hereditario el cargo. El conde de Soyo apoyó a la Casa de Coulo, hasta 1610, cuando muere el conde Miguel. El hijo de este último, D. Daniel, no contaba con la confianza del rey y por tanto se le impidió asumir el cargo, siendo el nuevo gobernante: D. Fernando de Soyo, títere del rey. D. Daniel buscó apoyo y refugio en el duque D. Antônio de Umbamba. A su vez, el rey Álvaro II hizo casar a una hija de Antônio de Umbamba con D. Álvaro Nimi Amapanzu, futuro Álvaro III.
El rey Álvaro II se casó con D. Escolastica, con ella tuvo un hijo, que falleció en 1610.
Murió el 9 de agosto de 1614, siendo sucedido, de forma ilegítima, por su hermano D. Bernardo II. Dejó dos hijos; D. Álvaro III y doña Suzana da Nóbrega.